# Функтор (математика)
Функтор — особый тип отображений между категориями. Его можно понимать как отображение, сохраняющее структуру. Функторы между малыми категориями являются морфизмами в категории малых категорий. Совокупность всех категорий не является категорией в обычном смысле, так как совокупность её объектов не является классом. Один из способов преодолеть подобные теоретико-множественные трудности — добавление в ZFC независимой от неё аксиомы о существовании недостижимых кардиналов.
Впервые функторы начали рассматривать в алгебраической топологии, в которой топологическим пространствам сопоставляются алгебраические объекты (например, фундаментальная группа), а непрерывным отображениям — гомоморфизмы между этими объектами. Впоследствии функторы получили распространение во многих областях математики и используются для того, чтобы связывать между собой различные категории.
Термин «функтор» был позаимствован математиками из работ философа Рудольфа Карнапа, при этом у Карнапа слово «функтор» относилось к лингвистическому понятию.

## Определение
(Ковариантный) функтор {\displaystyle {\mathcal {F}}\colon {\mathcal {C}}\to {\mathcal {D}}} из категории {\displaystyle {\mathcal {C}}} в категорию {\displaystyle {\mathcal {D}}} — это отображение, которое:

Функтор должен сохранять композицию морфизмов и

- сопоставляет каждому объекту {\displaystyle X\in {\mathcal {C}}} объект {\displaystyle {\mathcal {F}}(X)\in {\mathcal {D}},}
- сопоставляет каждому морфизму {\displaystyle f:X\to Y} в категории {\displaystyle {\mathcal {C}}} морфизм {\displaystyle {\mathcal {F}}(f):{\mathcal {F}}(X)\to {\mathcal {F}}(Y)} в категории {\displaystyle {\mathcal {D}}}. Это сопоставление должно обладать следующими свойствами:
  - {\displaystyle {\mathcal {F}}(\mathrm {id} _{A})=\mathrm {id} _{{\mathcal {F}}(A)}},
  - {\displaystyle {\mathcal {F}}(g\circ f)={\mathcal {F}}(g)\circ {\mathcal {F}}(f)}.

Таким образом, функтор должен сохранять тождественные морфизмы и структуру композиции морфизмов.
Аналогичным образом, контравариантный функтор — это отображение, обращающее стрелки (то есть сопоставляющее морфизму {\displaystyle f:X\to Y} морфизм {\displaystyle {\mathcal {F}}(f):{\mathcal {F}}(Y)\to {\mathcal {F}}(X)}), сохраняющее тождественные морфизмы и удовлетворяющее равенству:
{\displaystyle {\mathcal {F}}(g\circ f)={\mathcal {F}}(f)\circ {\mathcal {F}}(g)}.
Также контравариантный функтор можно определить как ковариантный функтор из двойственной категории {\displaystyle {\mathcal {C}}^{\mathrm {op} }}. Некоторые авторы предпочитают записывать все выражения ковариантно, и вместо слов «контравариантный функтор из {\displaystyle {\mathcal {C}}} в {\displaystyle {\mathcal {D}}}» говорят «функтор из {\displaystyle {\mathcal {C}}^{\mathrm {op} }} в {\displaystyle {\mathcal {D}}}» (или, иногда, «функтор из {\displaystyle {\mathcal {C}}} в {\displaystyle {\mathcal {D}}^{\mathrm {op} }}»).

## Бифункторы и мультифункторы
Бифунктор — это функтор от двух аргументов. Естественный пример — функтор Hom, он ковариантен по одному аргументу и контравариантен по другому.
Формально бифункторы определяются как функторы из категории произведения. Например, функтор {\displaystyle \mathrm {Hom} } имеет вид {\displaystyle {\mathcal {C}}^{\mathrm {op} }\times {\mathcal {C}}\to \mathbf {Set} }.
Мультифунктор — это обобщение понятия бифунктора на {\displaystyle n} переменных.

## Примеры
Для задания функтора нужно определить действие его не только на объектах категории, но и (что более важно) на морфизмах: существуют различные функторы, действующие одинаково на объектах, например, тождественный функтор и антитождественный функтор, обращающий стрелки.
- Пусть {\displaystyle {\mathcal {C}}} — подкатегория в категории {\displaystyle {\mathcal {D}}}. В таком случае определён функтор вложения {\displaystyle I:{\mathcal {C}}\hookrightarrow {\mathcal {D}}}, действующий на объектах и морфизмах как соответствующие вложения классов.
- Постоянный функтор: функтор, отображающий каждый объект категории {\displaystyle {\mathcal {C}}} в фиксированный объект категории {\displaystyle {\mathcal {D}}}, а каждый морфизм {\displaystyle {\mathcal {C}}} — в тождественный морфизм этого объекта.
- Эндофункторами называют любые функторы из категории в себя.
- Двойственное векторное пространство: отображение, сопоставляющее каждому векторному пространству двойственное к нему, а каждому линейному отображению — двойственное (или транспонированное) отображение, является контравариантным эндофунктором на категории векторных пространств.
- Пусть {\displaystyle {\mathcal {C}}} — конкретная категория, то есть категория, снабженная унивалентным функтором в категорию множеств (частный случай забывающего функтора). С помощью этого функтора объектам категории сопосталяются множества, и можно думать о морфизмах, как о функциях на этих множествах, сохраняющих дополнительную структуру (пример: категории групп, категория колец, категория множеств). Левый сопряжённый (если он существует) к забывающему функтору есть функтор свободного объекта (пример: свободный модуль).
- Предпучки: пусть {\displaystyle X} — топологическое пространство, тогда открытые подмножества {\displaystyle X} образуют частично упорядоченное множество по отношению включения, обозначаемое {\displaystyle O(X)}. Как и любому частично упорядоченному множеству, {\displaystyle O(X)} можно сопоставить категорию, добавляя единственный морфизм {\displaystyle U\to V} тогда и только тогда, когда {\displaystyle U\subseteq V}. Контравариантные функторы из {\displaystyle O(X)} называются предпучками. Например, существует функтор в категорию действительных алгебр, сопоставляющий открытому множеству алгебру вещественнозначных непрерывных функций на нём.
- Фундаментальная группа: каждому топологическому пространству {\displaystyle X} с отмеченной точкой {\displaystyle x_{0}} можно сопоставить фундаментальную группу {\displaystyle \pi _{1}(X,x_{0})}, элементы которой — классы эквивалентности петель с точностью до гомотопии. Если {\displaystyle f:X\to (Y)} — морфизм пространств с отмеченной точкой (непрерывное отображение, переводящее отмеченную точку первого пространства в отмеченную точку второго), каждой петле из точки {\displaystyle x_{0}} можно сопоставить её образ, являющийся петлёй из точки {\displaystyle y_{0}}. Это сопоставление согласуется с классами эквивалентности и с операцией композиции, следовательно, является гомоморфизмом из {\displaystyle \pi (X,x_{0})} в {\displaystyle \pi (Y,y_{0})}. Нетрудно проверить, что выполняются и все остальные свойства ковариантного функтора из категории топологических пространств с отмеченной точкой в категорию групп.
- Касательное и кокасательное расслоение: отображение, сопоставляющее гладкому многообразию его касательное расслоение, а диффеоморфизму многообразий — его дифференциал, является ковариантным функтором из категории гладких многообразий и диффеоморфизмов в категорию векторных расслоений. Аналогично, кокасательное расслоение и кодифференциал диффеоморфизма задают контравариантный функтор.
Рассмотрение касательного пространства в фиксированной точке задаёт ковариантный функтор из категории гладких многообразий с отмеченной точкой и гладких отображений в категорию векторных пространств.
- Тензорное произведение: если {\displaystyle {\mathcal {C}}} — категория векторных пространств над фиксированным полем, тензорное произведение двух пространств задаёт функтор {\displaystyle {\mathcal {C}}\times {\mathcal {C}}\to {\mathcal {C}}}, ковариантный по обоим аргументам[3].
- Симплициальные объекты[англ.] — произвольные контравариантные функторы из симплициальной категории в различные категории (в категорию множеств — симплициальное множество, в категорию групп — симплициальная группа[англ.] и другие); конструкции, обобщающие понятие симплициального комплекса, играют важную роль в алгебраической топологии.
- Функтор {\displaystyle \operatorname {Gal} :\mathbf {Fld} ^{\mathrm {op} }\to \mathbf {Grp} } сопоставляет полю {\displaystyle F} его абсолютную группу Галуа {\displaystyle \operatorname {Gal} ({\bar {F}}/F)}, а гомоморфизму полей — соответствующий[прояснить] гомоморфизм групп Галуа.

## Свойства
- Функтор переводит коммутативные диаграммы в коммутативные диаграммы.
- Функтор переводит изоморфизмы в изоморфизмы.
- Композиция двух функторов тоже является функтором. Композиция функторов является ассоциативной операцией (там, где она определена), поэтому функторы между малыми категориями удовлетворяют всем свойствам морфизмов в категории.

Категория из одного объекта — то же самое, что моноид: морфизмы в ней соответствуют элементам моноида, а операция композиции морфизмов — операции, определённой в моноиде. Функторы между категориями с одним объектом взаимно однозначно соответствуют гомоморфизмам моноидов; следовательно, в некотором смысле функтор является обобщением понятия гомоморфизма моноидов на «моноиды, в которых операция композиции определена не всюду».

## Связь с другими категорными понятиями
Пусть {\displaystyle {\mathcal {C}}} и {\displaystyle {\mathcal {D}}} — категории. Множество всех морфизмов {\displaystyle {\mathcal {F}}\colon {\mathcal {C}}\to {\mathcal {D}}} можно считать множеством объектов другой категории: категории функторов. Морфизмы в этой категории — естественные преобразования функторов.
Функторы довольно часто задают при помощи универсальных свойств, примеры включают в себя тензорные произведения, произведения групп, множеств или векторных пространств, прямые и обратные пределы. Также универсальные конструкции часто задают пару сопряжённых функторов.